# Diplostigma canescens
Diplostigma es un género monotípico de fanerógamas de la familia Apocynaceae. Contiene una única especie Diplostigma canescens K.Schum. Es originario de África tropical.

## Distribución y hábitat
Se distribuye por África en Etiopía, Kenia, Somalia y Tanzania donde se encuentra entre la lava y en las crestas de grava, entre los matorrales de Acacia - Commiphora en alturas de 200-1.200 metros,

## Descripción
Son arbustos en (temporada seca), o enredaderas en (temporada de lluvias), alcanzan los 50 cm de alto, con rizomas presentes. Las ramas con corteza leñosa, densamente tomentosas en toda la superficie. Las hojas sub sésiles, de 1-2 cm de largo y 0,5 cm de ancho, oblongas, truncadas basalmente, apicalmente mucronadas.
Las inflorescencias son extra-axilares, solitarias con 1-5 flores, simples, sésiles; con pedicelos cortos, densamente tomentosas en toda la superficie; brácteas  florales triangulares, abaxialmente con tricomas. Tiene un número de cromosomas de: 2n= 22 (D. canescens K. Schum.). 

## Taxonomía
Diplostigma canescens fue descrita por Karl Moritz Schumann y publicado en Die Pflanzenwelt Ost-Afrikas C: 334. 1895.